# 스틸워터 (영화)
"스틸워터"(영어: Stillwater)는 2021년 개봉한 미국의 범죄 드라마 영화이다. 톰 매카시가 감독과 공동각본을 맡았다.

## 출연
- 맷 데이먼 - 빌 베이커 역
- 카미유 코탱 - 버지니 역
- 애비게일 브레슬린 - 앨리슨 베이커 역
- 릴루 소바드 - 마야 역
- 디애나 듀너건 - 샤론 역
- 이디르 아줄리 - 아킴 역
- 안 르니 - 르팍 역
- 무사 마스크리 - 디로사 역